# Bithynia pauli
Bithynia pauli là một loài ốc nước ngọt nhỏ có mang và vảy, là động vật thân mềm chân bụng thuộc phân lớp mang trước sống ở biển thuộc họ Bithyniidae.

## Phân bố
Loài này có ở:
- quần đảo Baleares